# 第301步兵師 (德國國防軍)
德國國防軍陸軍第301步兵師（德語：301. Infanterie-Division）是納粹德國國防軍陸軍的一個步兵師。該師於1939年8月組建。
該師組建後，首次作戰為參與1939年入侵波蘭行動，並在奥得河畔屈斯特林地區與波軍戰鬥。
該師於1939年10月波蘭戰役勝利後解散，第301步兵師番號直到1945年德國投降再也沒有重新使用。

## 註腳
1. ↑  Mitcham（2007年）